# Craig Moore
Craig Moore (Canterbury, Nova Gales do Sul, 12 de Dezembro de 1975) é um ex-futebolista profissional australiano, que atuava como defensor.

## Carreira
Moore representou a Seleção Australiana de Futebol, nas Olimpíadas de 2004.
Moore era zagueiro e freqüentemente é convocado para jogar pela seleção australiana. Fez parte do elenco da seleção convocada para a Copa do Mundo de 2006 e 2010.

## Títulos
Rangers
- Scottish Professional Football League: 1994–95, 1995–96, 1996–97, 1999–2000, 2002–03
- Scottish Cup: 1995–96, 1999–2000, 2001–02, 2002–03
- Scottish League Cup: 1996–97, 2001–02, 2002–03

Newcastle United
- UEFA Intertoto Cup: 2006